# 布伦达·赫尔泽
布伦达·赫尔泽（英語：Brenda Helser，1924年5月26日—2001年3月26日），美国女子游泳运动员。她曾代表美国参加1948年夏季奥林匹克运动会游泳比赛，获得女子4×100米自由泳接力金牌。